# Microryzomys altissimus
Microryzomys altissimus је врста глодара из породице хрчкова (Cricetidae).

## Распрострањење
Врста је присутна у Еквадору, Колумбији и Перуу.

## Станиште
Врста Microryzomys altissimus има станиште на копну.

## Угроженост
Ова врста није угрожена, и наведена је као последња брига јер има широко распрострањење.

### Популациони тренд
Популациони тренд је за ову врсту непознат.